# Kamuzu-Stadion
Das Kamuzu Stadium in Blantyre, Malawi, war ursprünglich für unterschiedliche Zwecke (Militärparaden, Fußballspiele etc.) vorgesehen, mittlerweile wird es aber größtenteils für Fußballspiele genutzt.
Gebaut wurde es noch während der Kolonialzeit und hat seitdem mehrere Namensänderungen erfahren. Nach dem Bau unter Hastings Kamuzu Banda im Jahr 1964 hieß es Langley Stadion, unter Präsident Bakili Muluzi wurde es umbenannt in Chichiri Stadion (1997–2004). Von Muluzis Nachfolger Bingu wa Mutharika wurde es im Jahr 2004 schließlich nach dem ersten Präsidenten Malawis, Hastings Kamuzu Banda in Kamuzu Stadium umbenannt.

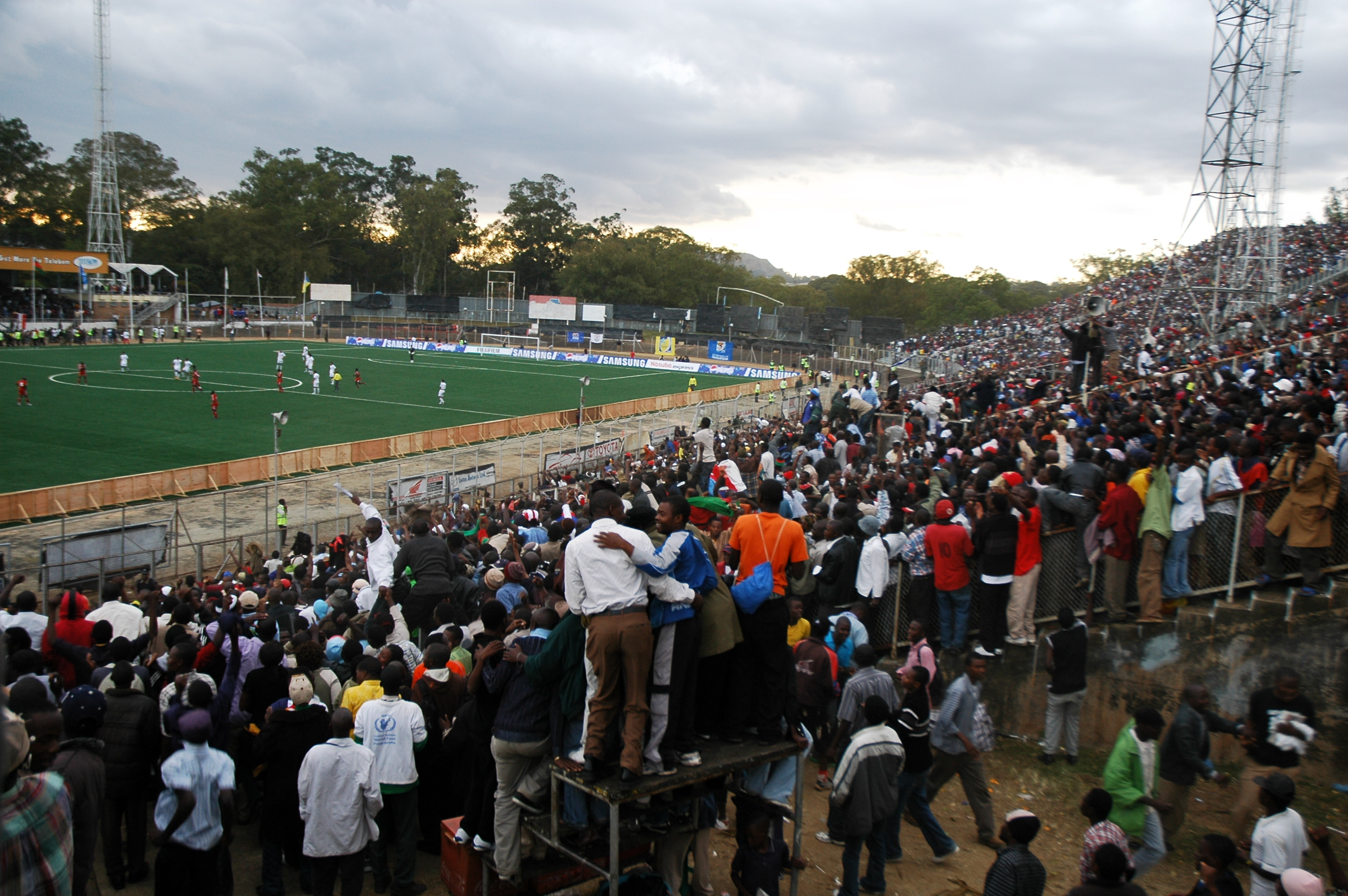
Innenansicht des Stadions während des Spiels Malawi – Ägypten, 2008